# Brétigny-sur-Orge
Pour les articles homonymes, voir Brétigny.
Brétigny-sur-Orge (prononcé [bʁe.t̪i.ˈɲi syʁ ˈɔʁʒ] ) est une commune française située à vingt-cinq kilomètres au sud de Paris et son point le plus au nord se trouve à vingt kilomètres de la porte de Gentilly. La ville est traversée par l'Orge, affluent de la Seine qui se situe plus à l'est, dans le nord du département de l’Essonne en région Île-de-France. Elle fait partie de la communauté d'agglomération Cœur d'Essonne. Elle est le chef-lieu du canton de Brétigny-sur-Orge.
Site agricole important dès l’époque gallo-romaine, territoire morcelé entre plusieurs fiefs au Moyen Âge et sous l’Ancien Régime, dont plusieurs disposaient de fermes, enrichie par l’arrivée au XIXe siècle du chemin de fer, la ville conserve encore ses activités agraires grâce à la présence depuis 1899 des Établissements de graineterie Lucien Clause. Au XXe siècle intervint une nouvelle expansion avec la construction de plusieurs grands ensembles et la création en 1938 d’une base aéronautique militaire conduisant à l’établissement du Centre d'essais en vol de Brétigny-sur-Orge, théâtre de nombreux records.
Ses habitants sont appelés les Brétignolais.

## Géographie

### Situation
Brétigny-sur-Orge est située au sud de l’agglomération parisienne et au nord du département français de l’Essonne, au cœur de la région naturelle du Hurepoix.
| - OpenStreetMap Limite communale. |

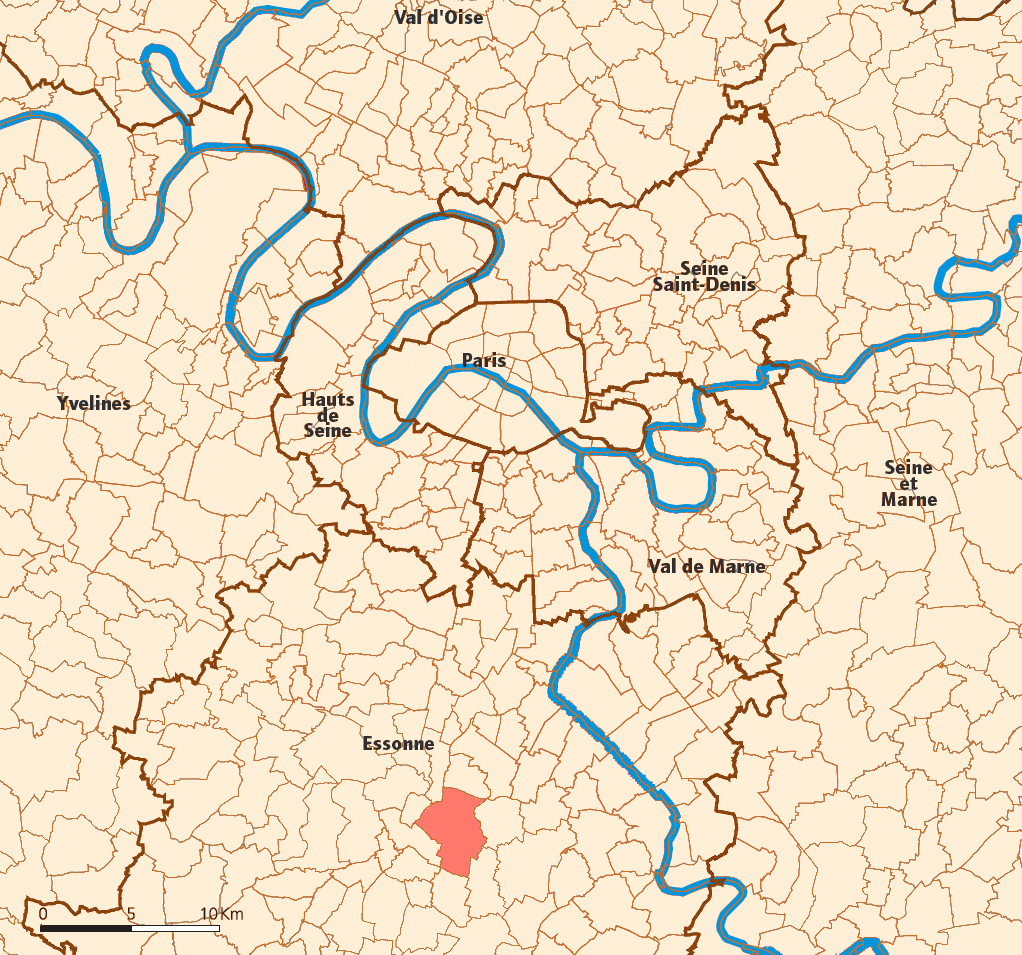
Brétigny-sur-Orge dans l'aire urbaine de Paris.

Son territoire occupe une superficie de mille quatre cent cinquante-six hectares dont près de 32 % ont conservé un caractère rural et 61 % sont occupés par l’espace urbain construit[réf. nécessaire].
Situé sur le versant est de la vallée de l’Orge qui parcourt le plateau du Hurepoix, le territoire s’étage entre une altitude basse de 41 m et haute de 97 m. Dans sa plus grande largeur, le territoire s’étend sur 4,2 km et dans sa plus grande longueur sur 5,8 km. L’institut national de l'information géographique et forestière donne les coordonnées géographiques 48° 36′ 38″ N, 2° 18′ 32″ E au point central de ce territoire.
Centrale dans le département, Brétigny-sur-Orge est implantée à 27 km au sud de Paris-Notre-Dame, point zéro des routes de France, 7 km au sud-ouest d’Évry-Courcouronnes, 12 km au sud-est de Palaiseau, 4 km au sud-est de Montlhéry, 5 km au nord-est d’Arpajon, 12 km à l’ouest de Corbeil-Essonnes, 14 km au nord-ouest de La Ferté-Alais, 23 km au nord-est d’Étampes, 24 km au nord-est de Dourdan et 26 km au nord-ouest de Milly-la-Forêt.
Elle est en outre située à 101 km au sud-ouest de Brétigny dans l’Oise et à 137 km au sud-est de Brétigny dans l’Eure.

### Communes limitrophes
| Longpont-sur-Orge                     | Saint-Michel-sur-Orge |                 |
| Leuville-sur-Orge                     | Brétigny-sur-Orge     | Le Plessis-Pâté |
| Saint-Germain-lès-Arpajon La Norville | Marolles-en-Hurepoix  | Leudeville      |

La commune au territoire relativement étendu est limitrophe de plusieurs autres cités, à l’ouest et au nord-ouest, l’Orge matérialise la frontière avec Leuville-sur-Orge et Longpont-sur-Orge ; au nord, le chemin de Corbeil et le chemin du Vieux Pavé marquent la frontière avec Saint-Michel-sur-Orge ; au nord-est et à l’est, le chemin de Liers, l’avenue du 19-Mars-1962 et les chemins agricoles forment la frontière avec Le Plessis-Pâté, entre les frontières avec Le Plessis-Pâté et Saint-Michel-sur-Orge se trouve le Chemin de Brétigny-sur-Orge à Liers permettant de relier le quasi-quadripoint avec Sainte-Geneviève-des-Bois ; au sud-est, cette frontière passe à travers le domaine de Bressonvilliers pour séparer Brétigny-sur-Orge de Leudeville puis suit la route de Leudeville et la rue Panhard-et-Levassor à la limite avec Marolles-en-Hurepoix. Au sud-ouest, une très courte frontière avec La Norville prolonge cet axe avant la bifurcation suivant la voie ferrée et rejoignant la route de Corbeil et le chemin d’Aulnay à Cossigny jusqu’à l’Orge pour séparer la commune de Saint-Germain-lès-Arpajon.

### Hydrographie
La rivière l’Orge marque pour partie la frontière ouest de Brétigny-sur-Orge en parcourant un peu plus de trois kilomètres du sud au nord entre les lieux-dits le Moulin d’Aulnay et Guipereux.
Elle alimente plusieurs bassins naturels aménagés pour réguler les crues, dont le Petit bassin de Paris et le plus grand lac du Carouge, ce dernier entouré d’un parcours sportif, totalisant à eux deux environ cinq kilomètres de circonférence. Alimentant ce lac de Carouge, un ruisseau, le Blutin, coule depuis le centre-ville et les bassins d’agrément de l’ancien château de Bellevue. Trois autres bassins de jardin ont été créés dans le parc du château de la Fontaine. À l’extrême sud du territoire, un réseau de rigoles permet de drainer la plaine de Maisonneuve et les nombreux étangs environnants.

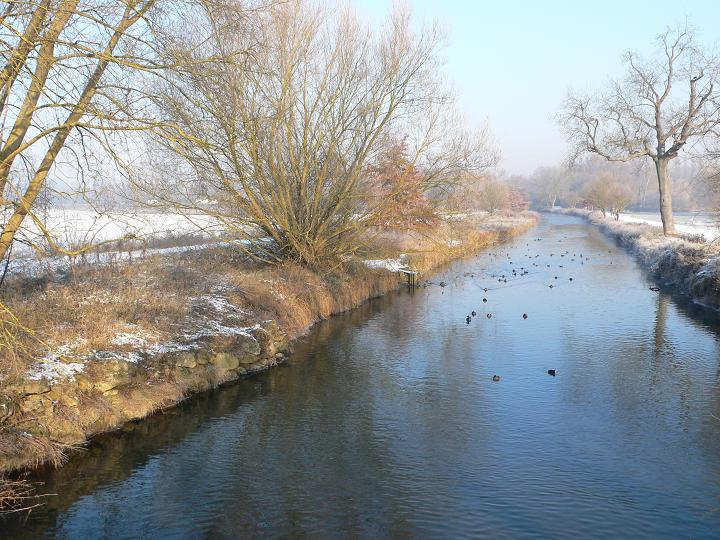
L’Orge, rivière délimitant la frontière ouest de Brétigny-sur-Orge.
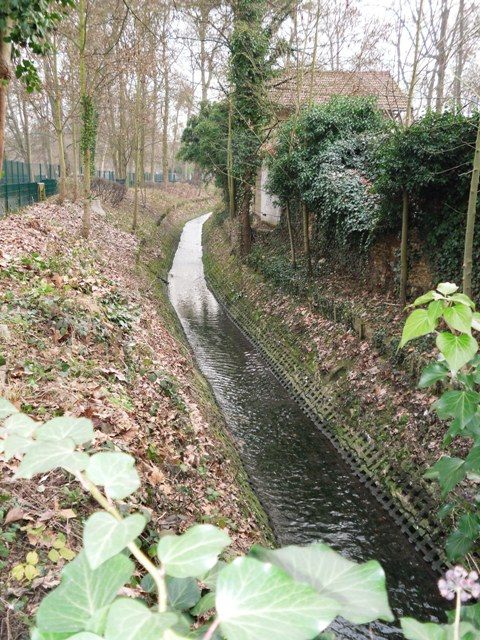
Le Blutin.
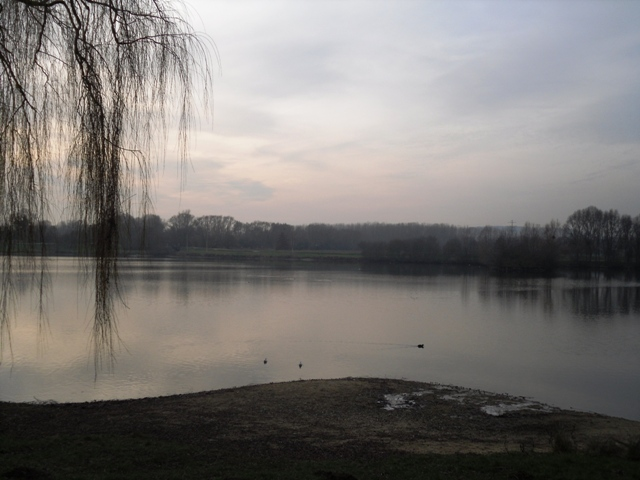
Le lac du Carouge.

### Relief et géologie
La commune de Brétigny-sur-Orge est implantée sur le plateau du Hurepoix, sur le versant est de la basse vallée de l’Orge. Le territoire communal s’étage entre une altitude de quarante et un mètres à l’extrême nord-ouest du territoire près du lieu-dit Guipereux et quatre-vingt-dix-sept mètres à l’extrême sud à proximité du lieu-dit Maisonneuve. Le territoire est ainsi en pente relativement douce d’est en ouest avec une altitude de soixante-dix-huit mètres dans le quartier de la Moinerie et quarante-trois mètres dans la plaine des Joncs marins au bord du lac du Petit Paris, distants de deux kilomètres et sept cents mètres.
Le sous-sol est caractéristique de l’ensemble du Bassin parisien où se trouve la commune avec une succession de couches de sable et de meulière puis de marne et de gypse et d’une dernière de calcaire.

### Climat
Pour des articles plus généraux, voir Climat de l'Île-de-France et Climat de l'Essonne.
En 2010, le climat de la commune est de type climat océanique dégradé des plaines du Centre et du Nord, selon une étude du CNRS s'appuyant sur une série de données couvrant la période 1971-2000. En 2020, Météo-France publie une typologie des climats de la France métropolitaine dans laquelle la commune est exposée à un climat océanique altéré et est dans la région climatique Sud-ouest du bassin Parisien, caractérisée par une faible pluviométrie, notamment au printemps (120 à 150 mm) et un hiver froid (3,5 °C).
Pour la période 1971-2000, la température annuelle moyenne est de 11,4 °C, avec une amplitude thermique annuelle de 15,5 °C. Le cumul annuel moyen de précipitations est de 650 mm, avec 10,8 jours de précipitations en janvier et 7,8 jours en juillet. Pour la période 1991-2020, la température moyenne annuelle observée sur la station météorologique installée sur la commune est de 11,9 °C et le cumul annuel moyen de précipitations est de 628,9 mm,. Pour l'avenir, les paramètres climatiques de la commune estimés pour 2050 selon différents scénarios d'émission de gaz à effet de serre sont consultables sur un site dédié publié par Météo-France en novembre 2022.
| Mois                                  | jan.           | fév.           | mars            | avril         | mai             | juin           | jui.           | août           | sep.           | oct.            | nov.            | déc.             | année      |
| ------------------------------------- | -------------- | -------------- | --------------- | ------------- | --------------- | -------------- | -------------- | -------------- | -------------- | --------------- | --------------- | ---------------- | ---------- |
| Température minimale moyenne (°C)     | 1,7            | 1,5            | 3,6             | 5,7           | 9,2             | 12,5           | 14,4           | 14,1           | 11             | 8,2             | 4,5             | 2,2              | 7,4        |
| Température moyenne (°C)              | 4,5            | 5              | 8,1             | 10,9          | 14,5            | 17,9           | 20,2           | 20             | 16,4           | 12,4            | 7,7             | 4,9              | 11,9       |
| Température maximale moyenne (°C)     | 7,2            | 8,5            | 12,6            | 16,2          | 19,8            | 23,4           | 26             | 25,9           | 21,8           | 16,6            | 10,9            | 7,6              | 16,4       |
| Record de froid (°C) date du record   | −20,6 08.01.10 | −17 23.02.1963 | −10,7 13.03.13  | −4,7 11.04.03 | −1,9 07.05.1957 | 1,4 05.06.1991 | 3,8 01.07.1960 | 3,7 28.08.1974 | 0,2 17.09.1971 | −4,5 29.10.1985 | −9,6 24.11.1998 | −16,4 29.12.1964 | −20,6 2010 |
| Record de chaleur (°C) date du record | 15,8 27.01.03  | 20,2 27.02.19  | 25,3 25.03.1955 | 29,4 20.04.18 | 32 28.05.17     | 37,3 18.06.22  | 42 25.07.19    | 39,7 06.08.03  | 35,4 08.09.23  | 30,3 01.10.1985 | 22,1 07.11.15   | 16,8 17.12.15    | 42 2019    |
| Précipitations (mm)                   | 48,2           | 44,9           | 45              | 44,6          | 61,4            | 55,6           | 53,1           | 57,7           | 48,6           | 52,6            | 54,5            | 62,7             | 628,9      |

### Voies de communication et transports

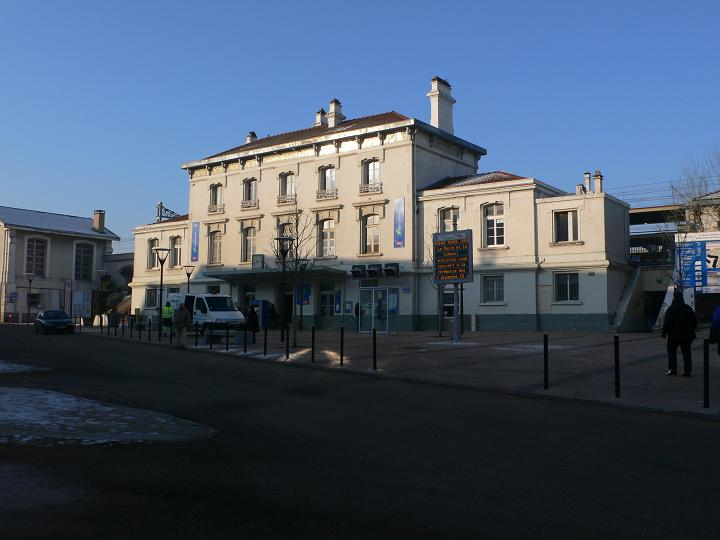
La gare de Brétigny-sur-Orge.

En 1841, le territoire fut profondément bouleversé par les travaux pour le passage de la ligne Brétigny - Tours qui traverse la commune du nord au sud. Depuis 1979, cette ligne est principalement utilisée par la ligne C du RER et la commune est ainsi desservie par la gare de Brétigny avec des trains à direction de Saint-Martin-d'Étampes et de Dourdan - La Fôret au sud, et de Saint-Quentin-en-Yvelines et Invalides au nord, à toute heure, mais également de Pontoise et Chaville - Vélizy en heure de pointe.
Plusieurs grands axes routiers traversent le territoire communal, véritable nœud départemental, le plus important étant la route nationale 104 aussi appelée Francilienne qui fait une courte incursion au nord-ouest. La commune dispose d’un échangeur autoroutier avec la route départementale 133 qui relie le centre-ville à Montlhéry. D’ouest en est et par le centre-ville passe aussi la route départementale 117, ancienne route de Versailles à Corbeil. Vers le sud-ouest, la route départementale 152 mène à Arpajon et Limours. Enfin, à l’est passe la route départementale 19, devenue aujourd’hui une sorte de rocade pour la commune.
Cet important réseau routier est emprunté par plusieurs lignes de bus, la plupart font partie du réseau de bus Cœur d'Essonne :
- La ligne Express 4504 allant de la gare d'Arpajon ou de la gare autoroutière de Briis-sous-Forges à la gare d'Évry-Courcouronnes.
- les lignes 2271 allant de la Z.I le Parc (Le Plessis-Pâté) au centre commercial Maison Neuve traversant Brétigny du nord au sud en passant par les zones industrielles de Saint-Michel-sur-Orge, 4532, ligne circulaire partant de la gare de Brétigny en desservant le quartier Clause et les quartiers pavillonnaires de l'est de la ville, 2273, ligne partant de la gare de Brétigny en desservant Le Plessis-Pâté et Bondoufle en passant par La Croix Blanche, 4534 allant de la gare de Brétigny à la base aérienne.
- Les lignes 102 partant du centre commercial Maison Neuve et à direction Avrainville via Marolles en Hurepoix, 105A partant de la gare de Brétigny et à destination de l'Eurocontrol en passant par les zones industrielles de Bondoufle, 106 partant de la gare de Brétigny et à destination du CEV et 202 circulaire vers la gare de Brétigny en desservant Bondoufle puis Vert-le-Grand.
- Les lignes DM9 allant de la gare de Saint-Michel-sur-Orge à celle de Brétigny via Linas et Longpont-sur-Orge,  DM13 allant de la gare de Brétigny à Linas, la ligne DM16 allant de la gare de Saint-Michel-sur-Orge à celle de Brétigny de manière plus directe et en passant par la Fontaine et la zone d'activités des Daumônes et la ligne DM19 allant de la gare de Brétigny à Leuville-sur-Orge en desservant la ville de Saint-Germain-les-Arpajon. Aux limites du territoire communal, à la frontière avec la ville voisine de Saint-Michel-sur-Orge. Trois arrêts de la ligne DM2B permettent aux habitants de Rosières de rejoindre la gare de Saint-Michel-sur-Orge en traversant son centre ville.

On retrouve aussi :
- La ligne 414 du réseau de bus Évry Centre Essonne allant de la Gare d'Évry-Courcouronnes à l'Eurocontrol permet de desservir le centre expérimental de Brétigny-sur-Orge situé dans la base aérienne 217.
- La ligne N131 du Noctilien assure la continuité de service nocturne du RER dans la commune vers la Gare de Lyon à Paris en passant par l'Aéroport d'Orly.
- Le ligne Soirée Brétigny assure la desserte des quartiers Clause, Branly, Les Ardrets, Bois de Vétille ainsi que du Plessis-Pâté de 21 h 00 à 22 h 40.

Ainsi que deux lignes de transport à la demande. La ligne Cœur d'Essonne 1, desservant Leuville-sur-Orge, puis le collège Paul Fort de Montlhéry et la ligne 4301/202 qui relie la gare de Brétigny à Itteville-Collège Doisneau en desservant également la gare de Ballancourt du RER D.
La gare routière de la Croix Blanche à Sainte-Geneviève-des-Bois, desservie par dix lignes de bus n'est située qu'à trois kilomètres de la gare RER et est accessible depuis Brétigny par les lignes 4504 et 2273.
Durant quelques années, la ville fut concernée par le projet d'une ligne du téléphérique d'Île-de-France qui aurait eue pour objectif de relier le RER C en gare de Brétigny au RER D en desservant la Base 217,,,.
Disposant sur son territoire d’une partie de l’ancienne base aérienne 217, fermée en juin 2012, la commune est située à treize kilomètres au sud-ouest de l’aéroport Paris-Orly et à quarante-quatre kilomètres de l’aéroport Paris-Charles-de-Gaulle.

## Urbanisme

### Typologie
Au 1er janvier 2024, Brétigny-sur-Orge est catégorisée grand centre urbain, selon la nouvelle grille communale de densité à sept niveaux définie par l'Insee en 2022. Elle appartient à l'unité urbaine de Paris, une agglomération inter-départementale regroupant 407  communes, dont elle est une commune de la banlieue,,. Par ailleurs la commune fait partie de l'aire d'attraction de Paris, dont elle est une commune du pôle principal,. Cette aire regroupe 1 929 communes,.

### Les quartiers
| Type d’occupation                                 | Pourcentage | Superficie (en hectares) |
| ------------------------------------------------- | ----------- | ------------------------ |
| Espace urbain construit                           | 60,8 %      | 884                      |
| Espace urbain non construit                       | 6,4 %       | 92,4                     |
| Espace rural                                      | 32,87 %     | 478,2                    |
| Source : base de données CORINE Land Cover (2012) |             |                          |

Outre le centre-ville, la commune dispose de plusieurs lieux-dits, avec à l’ouest le Moulin d’Aulnay et les Chêneaux, au sud les Cendrennes, le Bois Badeau, Maison neuve, Beaulieu, à l’est la Croix-Louis à proximité de la base aéronautique, au nord l’Orme Fourmi, la Mare aux Fèvres et les Basses Friches.
Plusieurs quartiers s’ajoutent à ces lieux pour constituer la commune : au nord, la Fontaine, le grand ensemble de Rosière, les quartiers pavillonnaires de Saint-Philibert, le Colombier commun avec Le Plessis-Pâté ; a l'Est le quartier des Vetille-Quatre-vingt arpents qui compte plusieurs résidences (la Marinière, Mouchotte, Collenot, Mermoz, Bois de vétille), Saint-Pierre qui correspond au centre-ville historique, Bellevue au-delà de la voie ferrée ; au centre le quartier Clause-Bois Badeau et les lotissements de la Roseraie, le Bois, Cossigny, la Cité des Ardrets et au sud, les quartiers de la Moinerie, Essonville, les Boulins. À l’ouest se situent les écarts des Joncs Marins et du Carouge. Clause-Bois Badeau est une zone d'aménagement concerté et un écoquartier de 42 hectares situé sur les friches des usines des grainetiers Clause. Le projet prévoit à terme 2 400 logements (30 % de logements sont sociaux) pour 8 000 habitants, 16 000 m2 de bureaux, 34 000 m2 d'équipements publics (école, médiathèque, RER...), 5 000 m2 de commerces et 50 % d'espaces publics dont 10 ha d'espaces verts.
La commune dispose de plusieurs zones d’activités industrielles ou commerciales dont la plus importante au sud, le parc d’activité de Maison neuve complété par la zone artisanale la Moinerie et les zones industrielles des Cochets et des Saussaies. À l’est se trouve la zone économique du Petit Paris, au nord la zone d’activité économique de Rosière et à l’extrême nord-ouest la zone d’activité des Daumônes.
Le grand ensemble de Rosière, classé comme zone urbaine sensible, est prioritaire au titre du contrat urbain de cohésion sociale du Val d’Orge, il concentrait en 1999 sur dix-huit hectares mille sept cent huit habitants soit 8 % du total municipal, avec des difficultés marquées dont un taux de chômage fixé à 18,93 %, deux fois supérieur au reste de la commune, aujourd'hui cela c'est stabilisé. Cependant depuis quelques années un autre quartier de la ville connaît des difficultés qui l’ont placé en quartier prioritaire depuis 2015 : le quartier des Quatre-vingt arpents, qui regroupe plusieurs résidences (Collenot, Bois de Vétille, la Marinière, rue du commandant Mouchotte, Mermoz) et concentre près de quatre mille habitants. Très peu de commerces y sont implantés, et le quartier affiche un taux de chômage qui atteint de près de 20 % chez les moins de 25 ans soit pratiquement deux fois plus que la moyenne du département (11%).
L’Insee découpe la commune en sept îlots regroupés pour l'information statistique soit la Fontaine Daumones, Carouge-Joncs marins, Rosière, Centre-ville, Vétille-Quatre-vingt arpents, Moinerie-Maison neuve et Cendrennes-Babin.

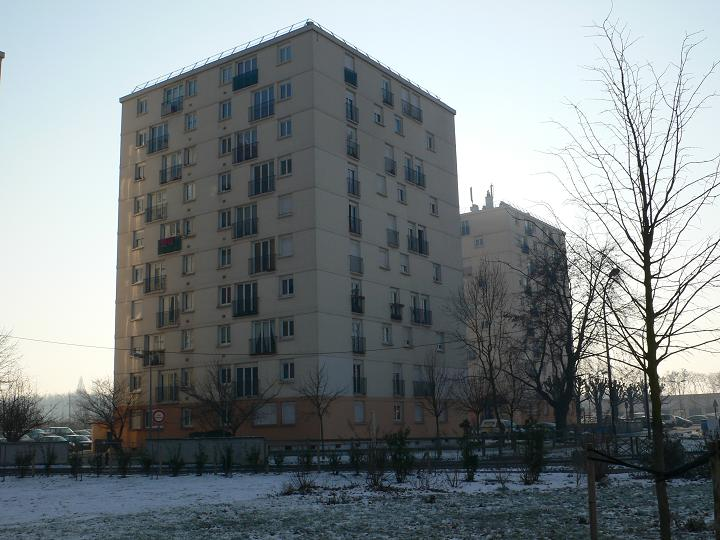
Les tours du grand ensemble de la Fontaine.
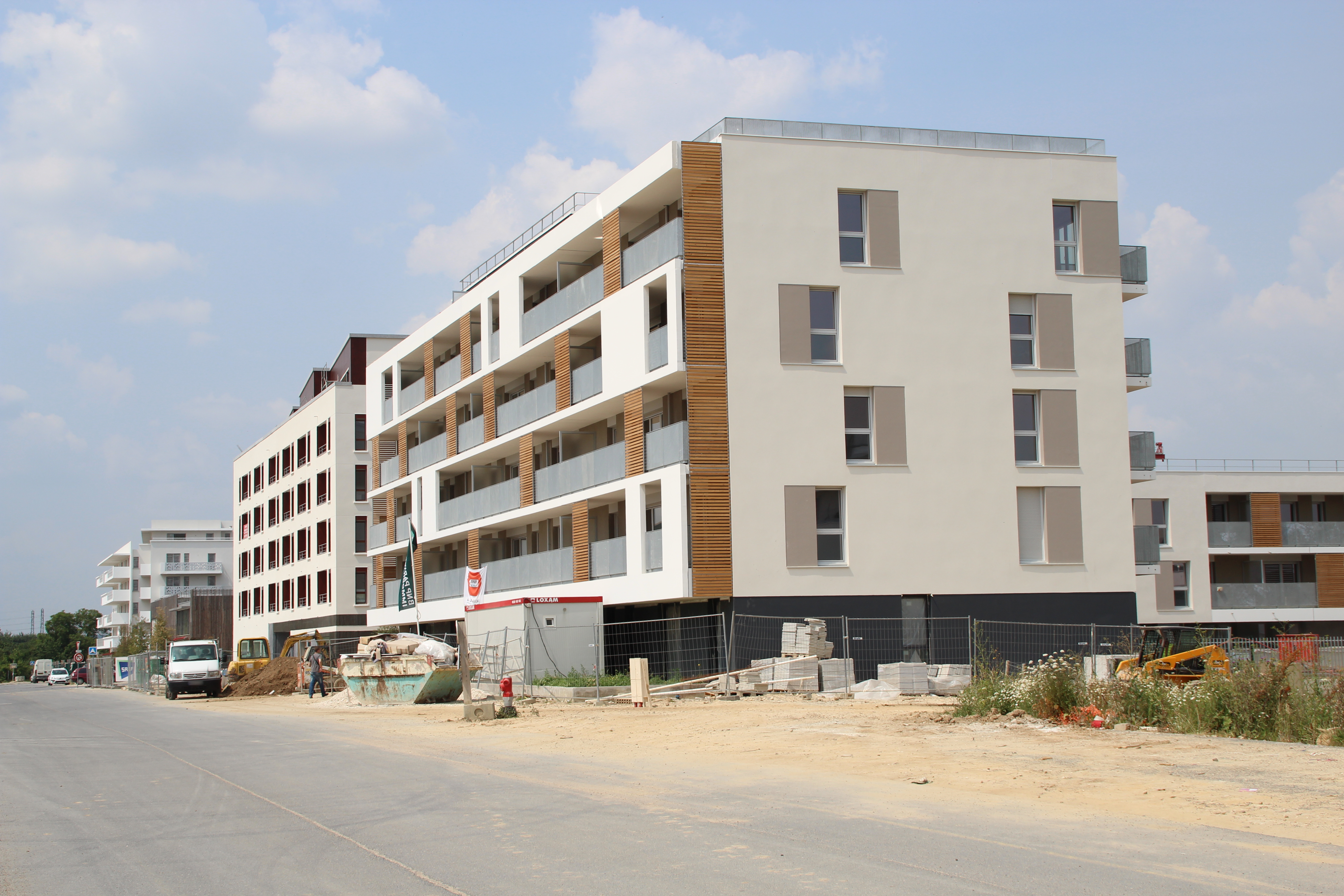
Le quartier Clause-Bois-Badeau en construction en 2013.

### Habitat
En 2006, seulement 51,6 % des Brétignolais étaient propriétaires de leur logement et 25,7 % de la population bénéficiait d’un logement dans le parc HLM[réf. nécessaire].
En 2009, la commune disposait sur son territoire de deux mille cent soixante-neuf logements sociaux répartis entre neuf bailleurs, soit 25,43 % du parc immobilier total, au-delà des directives fixées par la loi relative à la solidarité et au renouvellement urbains.

## Toponymie
Britiniacum en 1146, Bretigniacum en 1548, Breteigny.
Les origines de Brétigny remontent à l’ère de la Gaule romaine. Il s'agit du type toponymique gallo-roman Britiniacum ce qui veut dire « propriété du Breton ». Le nom atteste donc que le territoire était à cette période attribué à un Breton, venant de l'île de Bretagne, la Grande-Bretagne d'aujourd’hui, à l'époque des migrations bretonnes (VIe siècle). Brétigny fit ensuite partie du domaine royal des rois mérovingiens (Ve au VIIIe siècle).
Lors de la création de la commune, le nom s’orthographiait Bretigny sans accent aigu, celui-ci fut ajouté en 1801 et la mention de la rivière en 1898.

## Histoire

### Les origines
Sur le territoire de la commune furent découverts au cours de fouilles archéologiques des outils et un dépôt votif de la Protohistoire et de la Préhistoire, attestant d’une présence humaine. Des fondations de villa rustica et de la vaisselle gallo-romaine prouvent l’importance agricole du lieu depuis cette époque. Le domaine fut cité en 697 sous le nom de Britiniacus dans l’acte de fondation du monastère de Limours.

### Du Moyen Âge à la Révolution

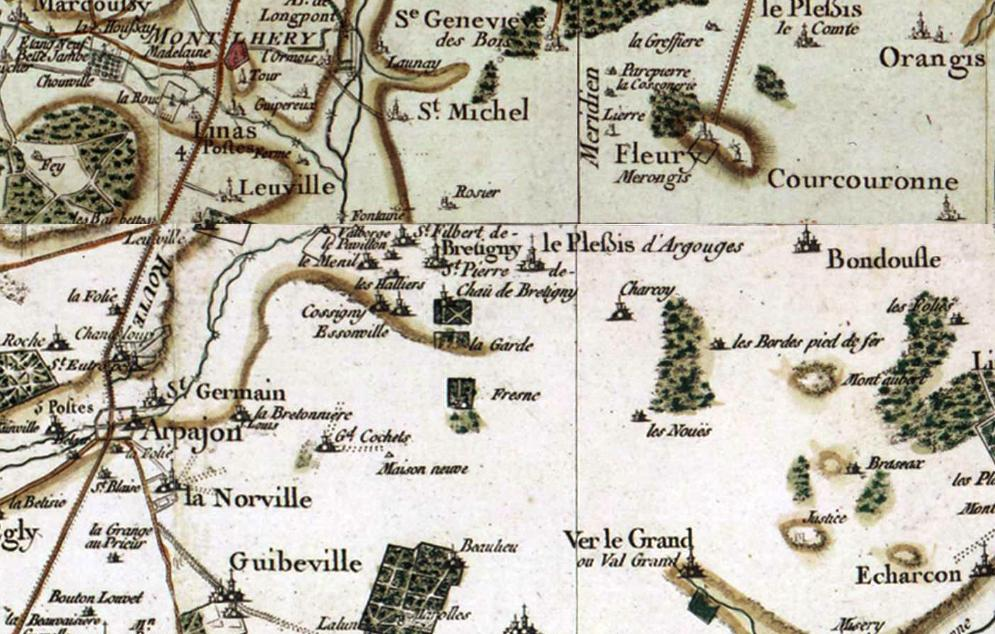
Carte de la région au XVIIe siècle par Cassini.

Dès 1030 était mentionnée une première église dédiée à saint Pierre. Au XIIe siècle, le fief de Fontanis appartenait au prieuré de Longpont. Parallèlement, un château seigneurial mentionné sous le nom de Vicinum occupait l’actuel centre-ville. En 1220, un cartulaire de l’évêque de Paris Guillaume de Seignelay attribuait le fief à Jean de Brétigny.
Le territoire de Brétigny, au Moyen Âge, se découpait en deux paroisses, plusieurs seigneuries dont une principale. C’est donc à cette période que Brétigny fut séparée du hameau du Plessis-Pâté. Les seigneurs avaient réussi à la rendre indépendante du bailliage royal de Montlhéry en 1480, puis en 1614, elle obtint son propre bailliage, son tribunal et sa geôle. Une minute notariale datée du 24 avril 1493 mentionne la propriété agricole de Maison Neuve comme appartenant à Roland Escoublet.
La guerre de Cent Ans provoqua de nombreux dégâts, l’église fut notamment dévastée, si bien que les chiffres de populations étaient au plus bas.
Au XVe siècle, la seigneurie appartenait à Jacques de Saint-Benoist. En 1493 fut établie la ferme de Maison Neuve vaste de deux cents arpents.
Au XVIIe siècle, Hugues La Garde acquit le fief de Fontanis et le manoir dit du Pavillon fut construit. En 1614, le domaine revint à François de Martel qui entreprit la modernisation du château dans un style Louis XIII et y ajouta un jardin à la française agrémenté d’un canal. Puis en 1733 la famille d'Estaing récupéra le domaine. En 1758 fut signé le devis de destruction du château de Brétigny, abandonné depuis 1750. De 1719 à 1784, la famille Marrier, propriétaire du Pavillon, l’embellit.

### Histoire moderne
En 1843, le territoire de la commune fut coupé en deux par la construction de la ligne Brétigny - Tours, bifurcation de la ligne Paris - Bordeaux. La construction d’une halte puis en 1865 d’une gare voyageurs et marchandises permit aux agriculteurs d’exporter directement leurs produits vers Paris.
En 1864, la commune se dota d’une mairie.
En 1899, Lucien Clause installa au Mesnil ses établissements prospères de graineterie. Lui et son confrère Paul-Gabriel Chevrier qui avait découvert le séchage du haricot permirent à la commune de conserver une activité agricole.
Première Guerre mondiale et entre-deux-guerres
Entre 1914 et 1915, la ferme de Maison Neuve est utilisée comme base de ravitaillement et de cantonnement. Durant la Première Guerre mondiale, sont implantés, dès le quinzième jour de la mobilisation, l'hôpital auxiliaire no 10 "Établissement Clause" de la Croix-Rouge, annexe de l'hôpital de La Norville, et à partir de 1915, une station-magasin de l'Intendance. Dans les années 1930, la commune se dote d’une salle de cinéma, d’une salle des fêtes et de l’école Jean-Jaurès.
Seconde Guerre mondiale

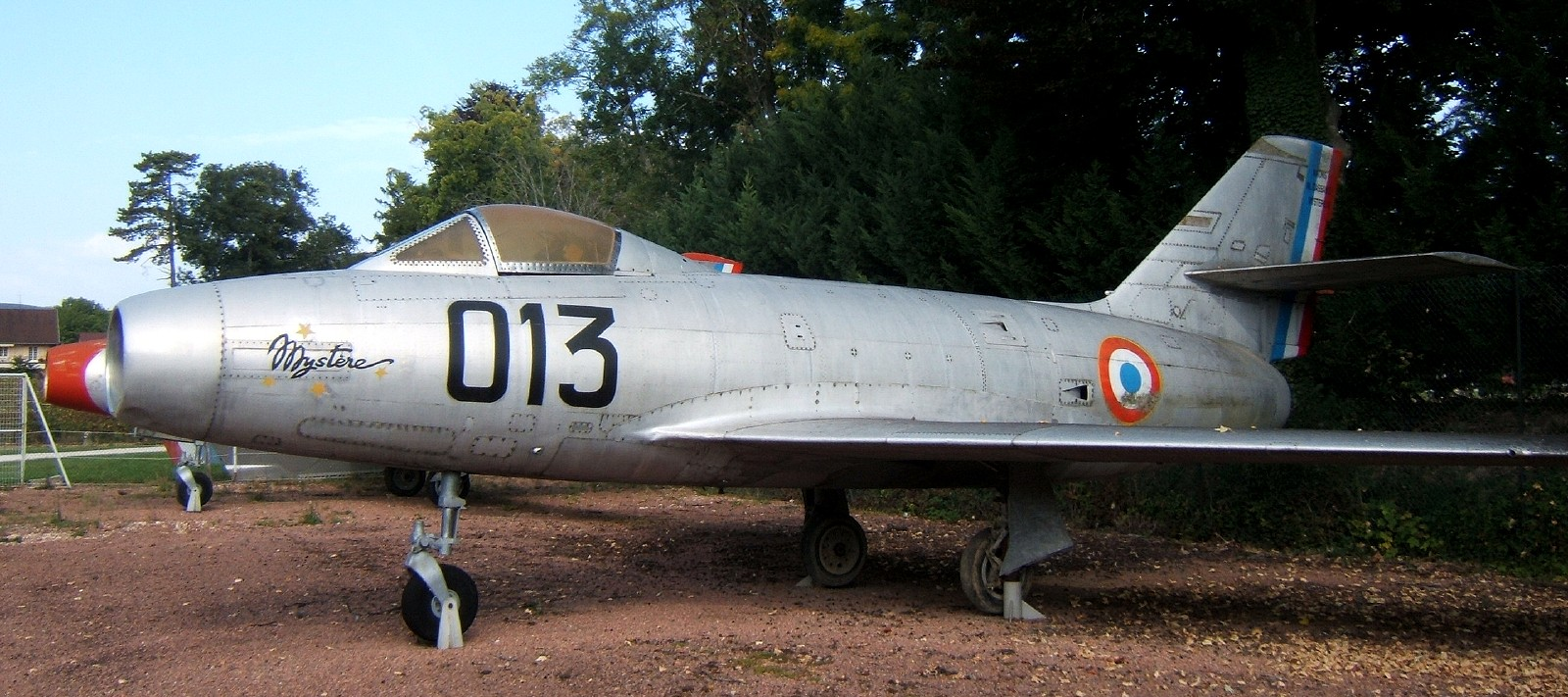
Un Mystère II similaire à celui utilisé par Jacqueline Auriol en 1955.

En 1938 est installé sur les terres de Brétigny-sur-Orge et Le Plessis-Pâté un parc aérien militaire. L'aérodrome et le nœud ferroviaire tombent aux mains des Allemands, qui l’utilisent entre 1940 et 1944. Ils occupent aussi le Pavillon en le transformant en magasin de stockage alimentaire. La commune est libérée le 23 août 1944 par l’Armée Patton.
Après-guerre
Le château du Pavillon est vendu à la Société nationale des chemins de fer français et devient un centre de loisirs.
Le site aéronautique devient après la Seconde Guerre mondiale la base aérienne 217 abritant le centre d’essais en vol, l’institut de médecine aérospatiale du service de santé des armées et le centre départemental de Météo-France. Le 15 août 1953 puis le 31 mai 1955, Jacqueline Auriol y est la première femme à dépasser le mur du son à bord d’un Mystère II. Cette histoire aéronautique permet aujourd’hui à la commune de revendiquer le titre de « berceau de l’aviation ».
En 1968 est construite la clinique La Fontaine, établissement moderne à l’époque mais depuis fermé.
L’urbanisation massive d’après guerre, avec la construction des cités Victor-Hugo, La Fontaine, Les Ardrets, Colenot et La Moinerie, entraîne la création d’un nouveau lieu de culte en 1960, l’église Saint-Paul.
En 1967 s’installe sur la base (bien que sur le territoire de la commune voisine du Plessis-Pâté) le centre expérimental d’Eurocontrol.
En 1968, Brétigny-sur-Orge accueille la délégation nord-vietnamienne et le représentant Lê Đức Thọ pour les négociations de l’accord américano-vietnamien.
À partir des années 1980 est aménagée la ZAC de Maison Neuve.
Brétigny-sur-Orge est la dernière ville-étape du Tour de France, le 22 juillet 1990. La commune retrouve l’épreuve cycliste pour l’avant dernière étape du Tour de France 1993.
En 2001, le CEV (Centre d'Essais en Vol) est en partie transféré sur la base aérienne 125 d’Istres et en 2006, le centre météorologique ferme ses portes. Suivant le programme de modernisation de la Défense, le CEV de Brétigny-sur-Orge est définitivement fermé en 2009, et la base aérienne 217, ainsi que le 1er groupe logistique du commissariat de l'armée de terre sont démantelés à partir de 2011.
Accident ferroviaire du 12 juillet 2013
Le 12 juillet 2013 à 17 h 11, un accident ferroviaire se produit en gare de Brétigny : le train Intercités no 3657 devant relier la gare de Paris-Austerlitz à celle de Limoges-Bénédictins déraille. Sept personnes meurent dans l'accident et soixante-neuf sont blessées.

## Politique et administration

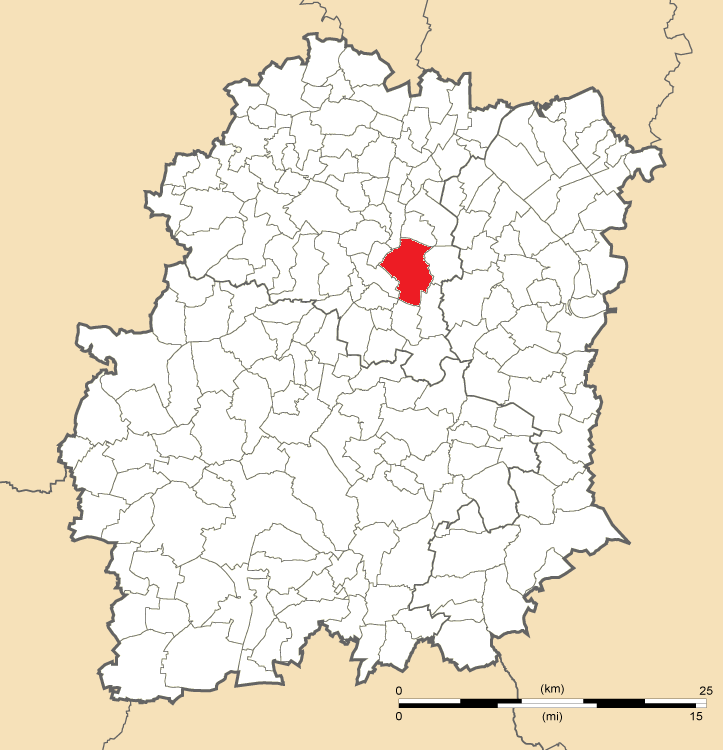
Position de Brétigny-sur-Orge en Essonne.

### Rattachements administratifs et électoraux
Antérieurement à la loi du 10 juillet 1964, la commune faisait partie du département de Seine-et-Oise. La réorganisation de la région parisienne en 1964 fit que la commune appartient désormais au département de l'Essonne et à son arrondissement de Palaiseau, après un transfert administratif effectif au 1er janvier 1968. Pour l'élection des députés, elle fait partie de la troisième circonscription de l’Essonne
Elle faisait partie de 1801 à 1967 du canton d'Arpajon. Lors de la mise en place du département de l'Essonne, elle devient en 1967 le chef-lieu du canton de Brétigny-sur-Orge. Dans le cadre du redécoupage cantonal de 2014 en France, ce canton, dont la commune est toujours membre, est modifié, passant de 5 à 6 communes.
L’organisation juridictionnelle rattache les justiciables brétignolais au tribunal d’instance et conseil de prud’hommes de Longjumeau et aux tribunaux de grande instance et de commerce d’Évry.

### Intercommunalité
La commune adhère en 2003 à la communauté d'agglomération du Val d'Orge, qui était notamment compétente en matière de développement économique, d’aménagement du territoire, de politique de la ville, de protection de l’environnement, de traitement des eaux usées et des ordures ménagères, de gestion des transports en commun, des équipements culturels et sportifs.
Dans le cadre de la mise en œuvre de la loi MAPAM du 27 janvier 2014, qui prévoit la généralisation de l'intercommunalité à l'ensemble des communes et la création d'intercommunalités de taille importante, le projet de schéma régional de coopération intercommunale de février 2015 prévoyait la création, en Essonne, d’une agglomération de plus de 500 000 habitants regroupant 48 communes, allant de l’Arpajonnais au SAN de Sénart Ville Nouvelle en Seine-et-Marne. Après concertation, ce projet a été amendé et le préfet de la région d'Île-de-France approuve le 4 mars 2015 un schéma régional de coopération intercommunale qui prévoit notamment la « fusion de la communauté d'agglomération du Val d'Orge et de la communauté de communes de l'Arpajonnais »
Cette fusion est intervenue le 1er janvier 2016, créant la nouvelle communauté d'agglomération Cœur d'Essonne Agglomération, dont la commune est désormais membre.

### Tendances et résultats politiques
Longtemps dirigée par la droite, la commune de Brétigny-sur-Orge a vu ces dix dernières années son électorat tendre vers la gauche au fil des scrutins. Ainsi, en 2001, la mairie et le canton ont basculé à gauche avec la présence au second tour des cantonales de deux candidats de gauche.
En 2004, lors des élections régionales et européennes, ce sont les candidats socialistes qui arrivèrent largement en tête, avec un score de 54,09 % pour Jean-Paul Huchon, près de vingt points supérieur à celui de Jean-François Copé. En 2005, les électeurs brétignolais ont rejeté à 53,63 % le traité de Rome alors qu’ils avaient largement approuvé le traité de Maastricht avec 53,47 % de Oui.
En 2007, le candidat Nicolas Sarkozy n’obtint que 50,70 % des suffrages soit trois points de moins que dans le reste du pays. Et la candidate socialiste aux élections législatives l’emporta à Brétigny-sur-Orge alors que le reste de la circonscription désigna la candidate du mouvement populaire.
En 2010, des sections du Parti socialiste et de l’Union pour un mouvement populaire sont localisées dans la commune.
Élections présidentielles
Résultats des seconds tours :
- élection présidentielle de 2002 : 85,62 % pour Jacques Chirac (RPR), 14,38 % pour Jean-Marie Le Pen (FN), 80,33 % de participation[76].
- élection présidentielle de 2007 : 50,06 % pour Nicolas Sarkozy (UMP), 49,94 % pour Ségolène Royal (PS), 86,25 % de participation[73].
- élection présidentielle de 2012 : 56,76 % pour François Hollande (PS), 43,24 % pour Nicolas Sarkozy (UMP), 79,05 % de participation[77].
- élection présidentielle de 2017 : 73,23 % pour Emmanuel Macron (REM), 26,77 % pour Marine Le Pen (FN), 74,69 % de participation[78].

Élections législatives
Résultats des seconds tours
- élections législatives de 2002 : 51,03 % pour Geneviève Colot (UMP), 48,97 % pour Yves Tavernier PS), 59,73 % de participation[79].
- élections législatives de 2007 : 50,70 % pour Brigitte Zins (PS), 49,30 % pour Geneviève Colot (UMP), 56,53 % de participation[80].
- élections législatives de 2012 : 57,88 % pour Michel Pouzol (PS), 42,12 % pour Geneviève Colot (UMP), 52,99 % de participation[81].
- élections législatives de 2017 : 56,06 % pour Laëtitia Romeiro Dias (REM), 43,94 % pour Virginie Araujo (FI), 42,66 % de participation[82].
- élections législatives de 2022 : 55,61 % pour Steevy Gustave (NUP), 44,39 % pour Alexis Izard (ENS), 48,11 % de participation[83].

Élections européennes
Résultats des deux meilleurs scores
- élections européennes de 2004 : 27,71 % pour Harlem Désir (PS), 13,96 % pour Patrick Gaubert (UMP), 43,02 % de participation[84].
- Élections européennes de 2009 : 23,60 % pour Michel Barnier (UMP), 18,93 % pour Daniel Cohn-Bendit (Les Verts), 40,01 % de participation[85].
- Élections européennes de 2014 : 20,34 % pour Aymeric Chauprade (FN), 16,70 % pour Alain Lamassoure (UMP), 40,95 % de participation[86].

Élections régionales
Résultats des deux meilleurs scores
- élections régionales de 2004 : 54,09 % pour Jean-Paul Huchon (PS), 35,31 % pour Jean-François Copé (UMP), 65,88 % de participation[87].
- élections régionales de 2010 : 63,25 % pour Jean-Paul Huchon (PS), 36,75 % pour Valérie Pécresse (UMP), 46,79 % de participation[88].
- élections régionales de 2015 : 44,74 % pour Claude Bartolone (PS), 37,07 % pour Valérie Pécresse (LR), 56,13 % de participation[89].

Élections cantonales et départementales
Résultats des seconds tours
- Élections cantonales de 2001 : 100 % pour Paul Simon (DVG), 44,73 % de participation. (retrait de Fabienne Iltis (PS) au second tour).
- Élections cantonales de 2008 : 54,73 % pour Michel Pouzol (PS), 45,27 % pour Michaël Christophe (UMP), 56,18 % de participation[90].
- Élections départementales de 2015 : 56,64 % pour Nicolas Méary (UDI) et Sophie Rigault (UMP), 43,36 % pour Isabelle Catrain (EELV) et Michel Pouzol (PS), 46,82 % de participation[91].

Élections municipales
Résultats des seconds tours
- élections municipales de 2001 : 48,01 % pour Bernard Decaux (PS), 41,65 % pour Bernard Dion (RPR), 59,63 % de participation[92].
- élections municipales de 2008 : 43,21 % pour Bernard Decaux (PS), 27,04 % pour Gilles Saucier (UMP), 56,71 % de participation[93].
- élections municipales de 2014 : 51,18 % pour Nicolas Méary (UDI), 48,82 % pour Bernard Decaux (PS), 55,75 % de participation[94]
- Élections municipales de 2020 : 53,21 % pour Nicolas Méary (UDI), 46,78 % pour Steevy Gustave (EELV), 45,43 % de participation

Référendums
- Référendum de 2000 relatif au quinquennat présidentiel : 75,77 % pour le Oui, 24,23 % pour le Non, 29,45 % de participation[95].
- Référendum de 2005 relatif au traité établissant une Constitution pour l’Europe : 53,63 % pour le Non, 46,37 % pour le Oui, 72,08 % de participation[72].

### Outils de démocratie participative
La commune a mis en place un conseil municipal des Jeunes et deux comités de quartier.

### Politique de développement durable
La ville a engagé une politique de développement durable en lançant une démarche d'Agenda 21 en 2006.

### Labellisations
En 2007 et 2008, la commune a reçu le label « Ville Internet @@ »,, porté à trois @ en 2010 et confirmé en 2011 puis dégradé à deux @ en 2012.

### Jumelages
La commune de Brétigny-sur-Orge n’a développé aucune association de jumelage.

## Population et société

### Démographie

#### Évolution démographique
L'évolution du nombre d'habitants est connue à travers les recensements de la population effectués dans la commune depuis 1793. Pour les communes de plus de 10 000 habitants les recensements ont lieu chaque année à la suite d'une enquête par sondage auprès d'un échantillon d'adresses représentant 8 % de leurs logements, contrairement aux autres communes qui ont un recensement réel tous les cinq ans,.

En 2022, la commune comptait 26 658 habitants, en évolution de +1,46 % par rapport à 2016 (Essonne : +2,89 %, France hors Mayotte : +2,11 %).
| 1793 | 1800 | 1806 | 1821 | 1831 | 1836 | 1841 | 1846 | 1851 |
| ---- | ---- | ---- | ---- | ---- | ---- | ---- | ---- | ---- |
| 700  | 725  | 789  | 792  | 781  | 729  | 808  | 830  | 829  |

| 1856 | 1861 | 1866  | 1872  | 1876 | 1881  | 1886  | 1891  | 1896  |
| ---- | ---- | ----- | ----- | ---- | ----- | ----- | ----- | ----- |
| 868  | 943  | 1 015 | 1 093 | 983  | 1 065 | 1 180 | 1 160 | 1 134 |

| 1901  | 1906  | 1911  | 1921  | 1926  | 1931  | 1936  | 1946  | 1954  |
| ----- | ----- | ----- | ----- | ----- | ----- | ----- | ----- | ----- |
| 1 251 | 1 329 | 1 438 | 2 205 | 2 640 | 3 076 | 3 300 | 3 673 | 4 759 |

| 1962  | 1968   | 1975   | 1982   | 1990   | 1999   | 2006   | 2011   | 2016   |
| ----- | ------ | ------ | ------ | ------ | ------ | ------ | ------ | ------ |
| 6 830 | 12 688 | 19 572 | 18 662 | 19 671 | 21 650 | 22 753 | 24 264 | 26 275 |

| 2021   | 2022   | - | - | - | - | - | - | - |
| ------ | ------ | - | - | - | - | - | - | - |
| 27 106 | 26 658 | - | - | - | - | - | - | - |

Gros bourg agricole lors du premier recensement des personnes avec sept cents habitants en 1793, Brétigny-sur-Orge a lentement évolué, d’abord de façon chaotique, avec une pointe à sept cent quatre-vingt-douze personnes en 1821 avant de perdre presque un dixième de sa population en quinze ans. La progression se poursuivit ensuite avec la barre des mille résidents franchie en 1866 puis une nouvelle chute en 1876, consécutive à la guerre de 1870.
Au début du XXe siècle, la commune comptait mille deux cent cinquante-et-un habitants et dépassa le cap des deux mille Brétignolais en 1921, puis celui des trois mille résidents dix ans plus tard. La seconde moitié du XXe siècle permit à Brétigny-sur-Orge, comme la plupart des communes de la région parisienne, de connaître une période de forte croissance démographique, passant de trois mille six cent soixante-treize habitants en 1946 à plus de douze mille en 1968 et vingt-et-un mille six cent cinquante en 1999.
Les derniers recensements démontrent la poursuite de cette croissance de façon moins soutenue avec vingt deux mille huit cent trente-sept habitants en 2007.
La population étrangère compte pour une part relativement importante dans cette croissance puisqu’en 1999, 7,4 % de la population brétignolaise était de nationalité étrangère, avec 0.9 % de Portugais, 0,7 % d’Algériens, 0,4 % de Tunisiens, 0,3 % de Turcs, 0,2 % d’Espagnols et Italiens, et 0,1 % de Marocains.

#### Pyramide des âges
La population de la commune est relativement jeune.
En 2018, le taux de personnes d'un âge inférieur à 30 ans s'élève à 43,2 %, soit au-dessus de la moyenne départementale (39,9 %). À l'inverse, le taux de personnes d'âge supérieur à 60 ans est de 16,7 % la même année, alors qu'il est de 20,1 % au niveau départemental.
En 2018, la commune comptait 13 176 hommes pour 13 702 femmes, soit un taux de 50,98 % de femmes, légèrement inférieur au taux départemental (51,02 %).
Les pyramides des âges de la commune et du département s'établissent comme suit.
| Hommes | Classe d’âge | Femmes |
| ------ | ------------ | ------ |
| 0,4    | 90 ou +      | 0,8    |
| 4,6    | 75-89 ans    | 5,6    |
| 10,0   | 60-74 ans    | 11,9   |
| 18,1   | 45-59 ans    | 17,0   |
| 21,9   | 30-44 ans    | 23,4   |
| 19,8   | 15-29 ans    | 20,3   |
| 25,2   | 0-14 ans     | 21,0   |

| Hommes | Classe d’âge | Femmes |
| ------ | ------------ | ------ |
| 0,5    | 90 ou +      | 1,4    |
| 5,4    | 75-89 ans    | 7,2    |
| 12,9   | 60-74 ans    | 13,9   |
| 20     | 45-59 ans    | 19,4   |
| 19,9   | 30-44 ans    | 20,1   |
| 20     | 15-29 ans    | 18,2   |
| 21,3   | 0-14 ans     | 19,8   |

### Enseignement

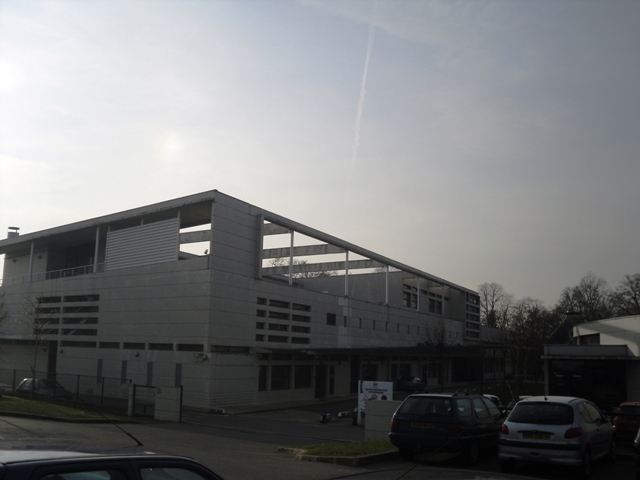
L’institut universitaire de technologie.

Les établissements scolaires de Brétigny-sur-Orge sont rattachés à l’académie de Versailles.
La commune dispose en 2010 sur son territoire des écoles maternelles Jacqueline-Auriol Lucien-Clause et Eugénie-Cotton, des écoles élémentaires Gabriel-Chevrier, Langevin-Wallon, Jean-Jaurès, Jean-Moulin et Jean-Lurçat et des écoles primaires Jean-Macé, Frédéric-Joliot-Curie, Louise-Michel et Aimé Césaire.
La poursuite d’études s’effectue ensuite dans les collèges Paul-Éluard, Pablo-Neruda et au lycée polyvalent public Jean-Pierre-Timbaud.
S’ajoute, toujours en 2010, l’école primaire et collège privé catholique Jeanne-d'Arc,. Par la suite, cet établissement privé est agrandi, disposant depuis 2018 d'un lycée privé sous contrat .

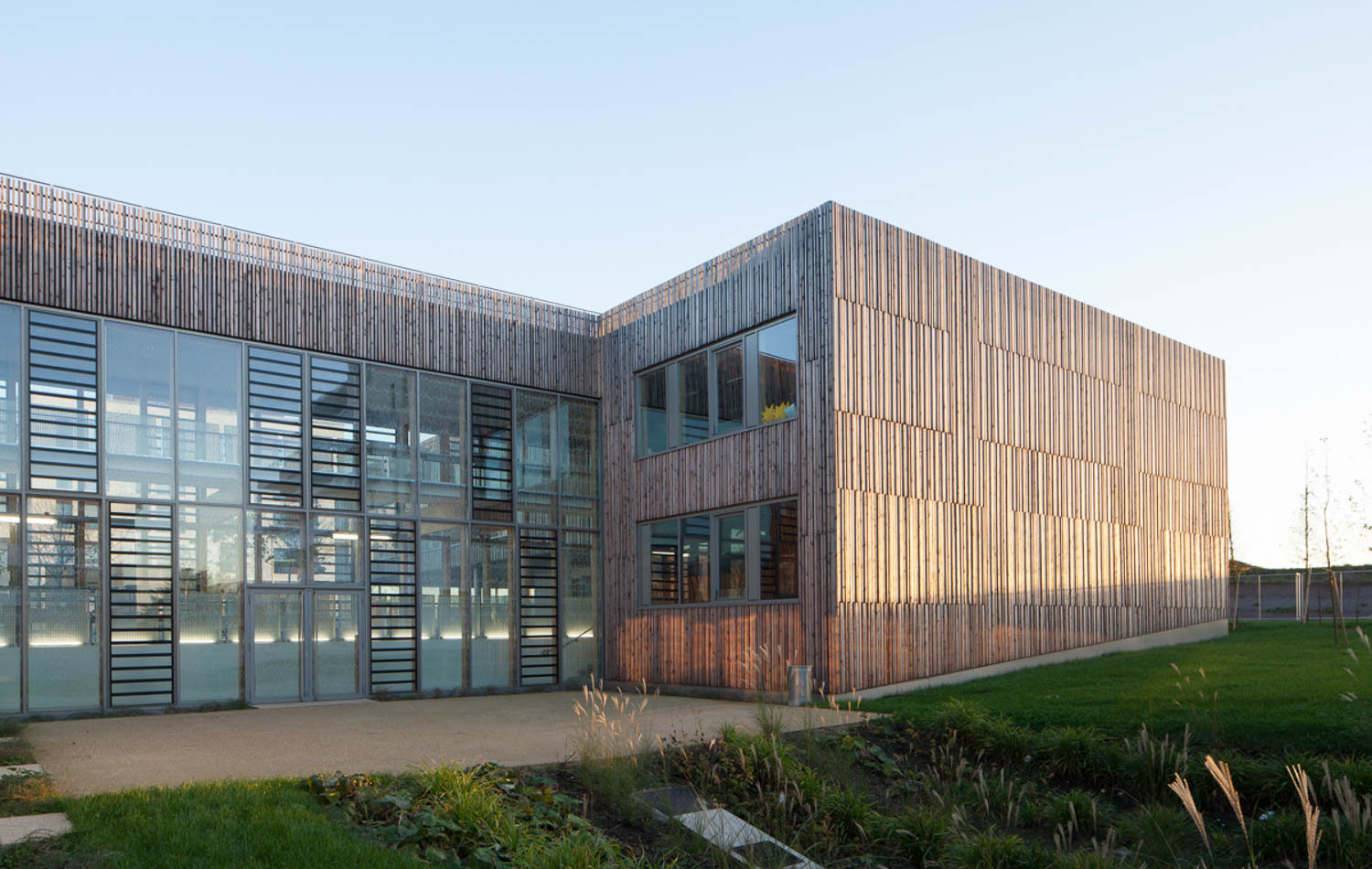
Groupe Scolaire

Le château de la Fontaine est aujourd’hui occupé par un institut universitaire de technologie rattaché à l’université d'Évry-Val d'Essonne, il dispense en 2010 des formations continue ou alternance menant au diplôme universitaire de technologie - Gestion des entreprises et des administrations, au diplôme universitaire de technologie - Génie thermique et énergie, et aux licences professionnelles gestion des ressources humaines, efficacité énergétique et énergies renouvelables, management du patrimoine immobilier et mobilier. Une mission d’accueil et d’orientation est implantée dans la commune.
Plusieurs structures prennent en charge les jeunes enfants dont la maison Émilie-Mallet disposant d’un multi-accueil et d’un relais d’assistantes maternelles auxquels s’ajoutent le multi-accueil Branly et la halte-garderie La Fontaine.
En 2010, trois centres de loisirs sont disposés dans la commune, L’Orme Fourmi pour les jeunes enfants, Saint-Pierre pour les enfants et Jaurès pour les adolescents.
La fédération des parents d’élèves de l’enseignement public et la fédération des conseils de parents d'élèves sont représentées dans les écoles de la commune.

### Équipements culturels

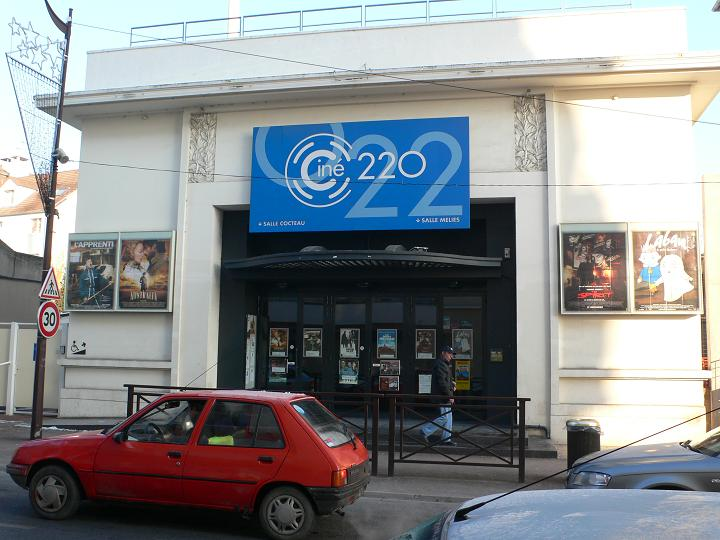
La salle de cinéma Ciné 220.

En 2010, trois établissements de culture sont implantés dans la commune.
Le premier, l’espace Jules-Verne accueille une médiathèque, un théâtre conventionné avec le ministère de la Culture pour la création contemporaine et le CAC Brétigny déclaré pôle d’intérêt départemental.
Depuis 2006, l’espace Nelson-Mandela propose diverses activités, pour tous les publics. Différentes organisations associatives s’y réunissent pour y proposer leurs services. Outre l’aspect purement divertissement, il s’agit d’une « maison de quartier », proposant un accompagnement social.
Enfin, le troisième espace culturel de Brétigny-sur-Orge est sa salle de cinéma, le Ciné 220, classé « Art et Essai ». Sa construction date des années 1930, à la suite d'un plan d’urbanisation de la ville. Un moment fermé puis rénové et modernisé, le cinéma est désormais pourvu de deux salles.
La commune dispose en outre d’une école de musique municipale et de la salle de concert « Le Rack’Am » spécialisée dans les musiques actuelles.
Un second cinéma est présent dans le complexe des promenades de Bretigny, multiplex Kinepolis

### Équipements sportifs

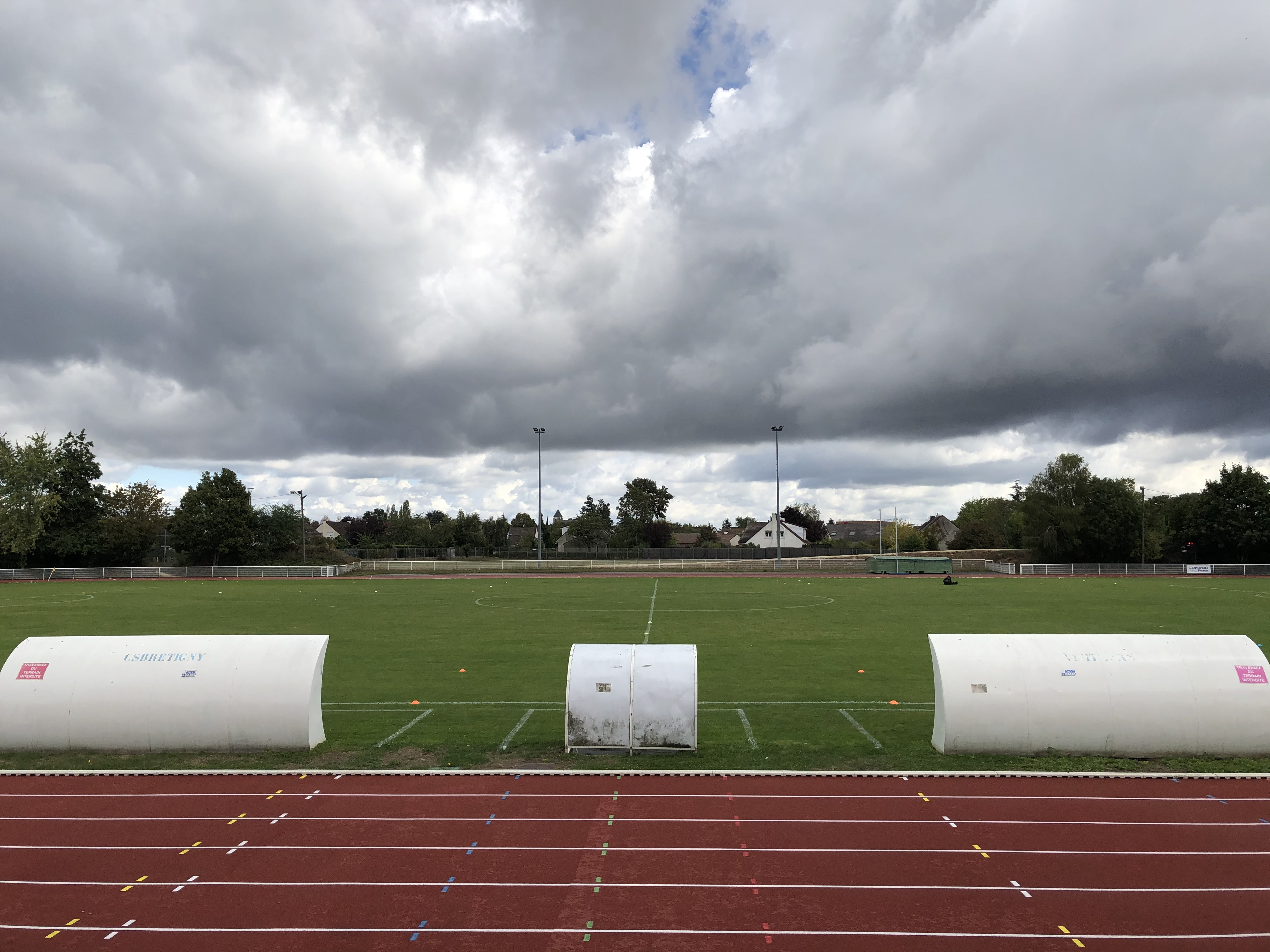
Le Stade Auguste-Delaune, où évolue le CS Brétigny.

La commune dispose en 2010 de plusieurs équipements sportifs, dont les stades Auguste-Delaune, Maurice-Boyau, Robert-Barran et Roger-Taillefer, les gymnases Joliot-Curie pour la pratique du basket-ball, Camille-Hébert, Langevin-Wallon et Auguste-Delaune, les tennis couverts René-Audran, la piscine municipale Léo-Lagrange et le dojo dans le cadre du centre régional d’arts martiaux.
Plusieurs clubs sportifs pour les diverses disciplines sont réunis au sein du Club Sportif de Brétigny.
L’école communale de rugby à XV gérée par le Rugby Club Sportif Brétigny qui évoluait en championnat de France de 3e division fédérale a été labellisée par la Fédération française de rugby.
La commune a mis en place une école municipale des sports.

### Santé

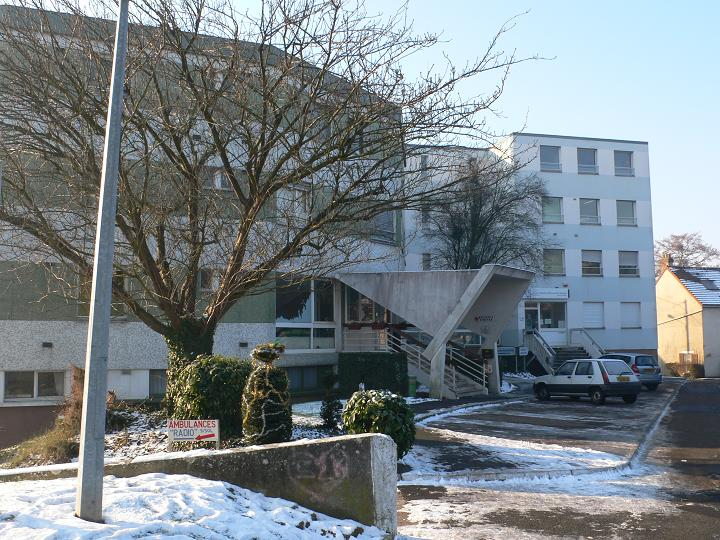
L’ancienne polyclinique La Fontaine.

Depuis la fermeture de la polyclinique privée La Fontaine en 2007, la commune ne dispose plus d’aucun établissement de soins. Toutefois, un relais d’accueil pour personnes âgées, un établissement d’aide par le travail et un foyer de jour pour personnes handicapées y sont implantés[Quand ?], ainsi que, en 2013, un centre de la protection maternelle et infantile, dans le centre-ville, complété par un centre de planification familiale. Un EHPAD est également présent (groupe Orpea)
En 2010, quarante-trois médecins et douze chirurgiens-dentistes exercent dans la commune, huit pharmaciens y sont implantés. Un centre d'imagerie médicale est présent.

### Autres services publics

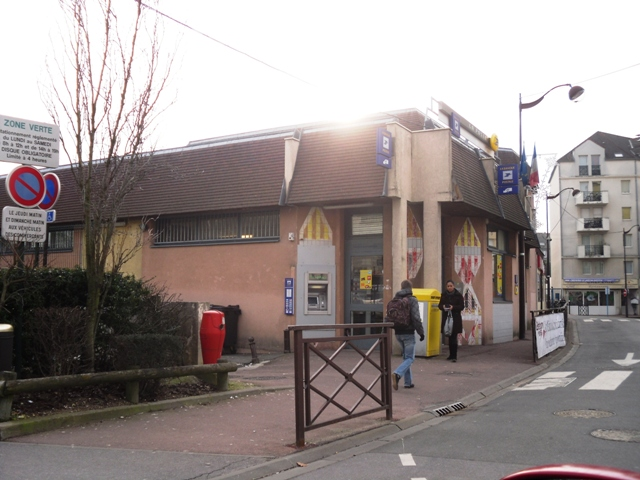
L’agence postale.

En 2010, la commune accueille sur son territoire une agence postale en centre-ville, un point d’information jeunesse, une antenne de la caisse primaire d'assurance maladie, une agence du Pôle emploi.
Toujours en 2010, la sécurité des lieux est assurée par le commissariat subdivisionnaire de police nationale et le centre de secours mixte communal.
La même année, une étude de notaire est installée dans la commune.
Une unité de la police municipale dote la commune.

### Manifestations culturelles et festivités
La commune fut ville-étape du Tour cycliste de l'Essonne lors de l’édition 1975, la dernière ville-étape du Tour de France 1990 et l’avant dernière ville-étape du Tour de France 1993. Une association d’arts martiaux chinois est active dans la commune.
En juin 2017, 150 000 festivaliers se sont rendus au Download Festival Paris, qui s'est déroulé sur la Base.
En septembre 2022, la fête de l'humanité prend ses quartiers sur la Base 217. Plus de cent mille personnes sont présentes.

### Lieux de culte
La paroisse catholique de Brétigny-sur-Orge est rattachée au secteur pastoral de Brétigny et au diocèse d'Évry-Corbeil-Essonnes, elle dispose des églises Saint-Pierre Saint-Paul et de la chapelle Saint-Vincent.
Les communautés protestante évangélique et évangélique tsigane disposent chacune d’une église, la communauté musulmane dispose de la mosquée de la Paix de Brétigny-sur-Orge.

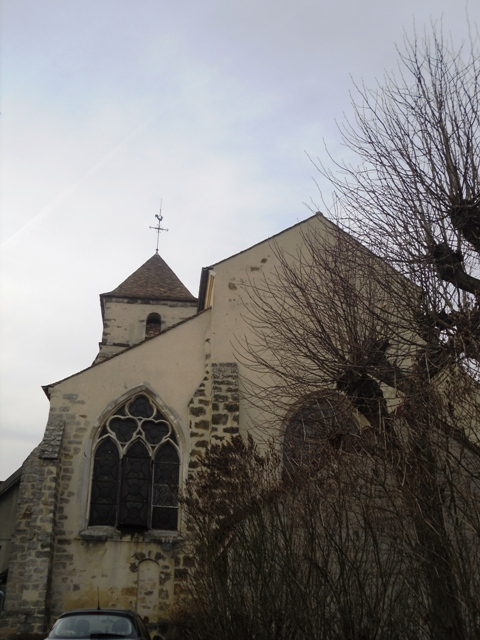
L’église Saint-Pierre.
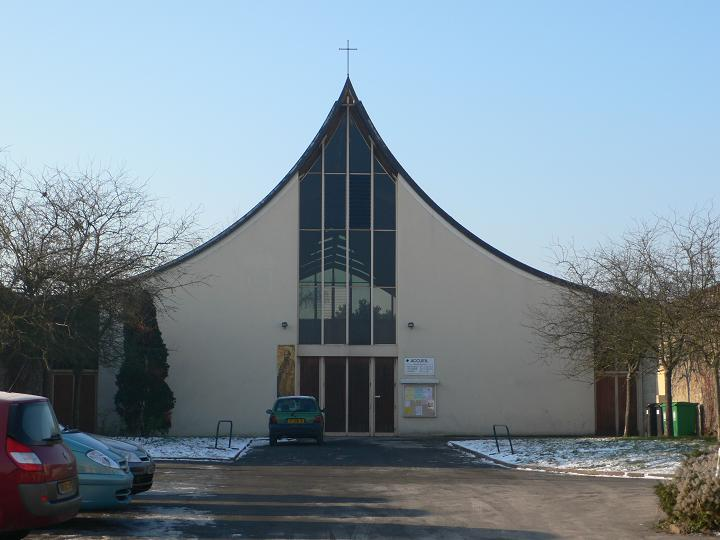
L’église Saint-Paul.

### Médias
Le quotidien Le Parisien Essonne et l’hebdomadaire Le Républicain relatent les informations locales. La commune est en outre dans le bassin d’émission des chaînes de télévision France 3 Paris Île-de-France, IDF1 et ViàGrandParis.

## Économie

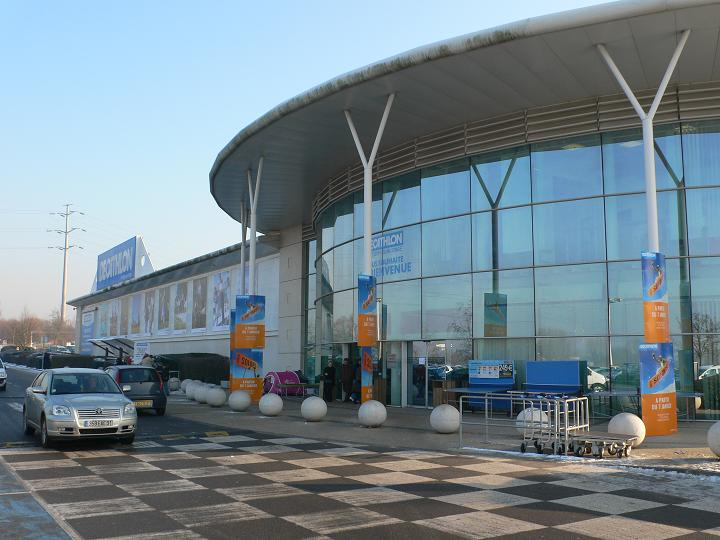
Le magasin Décathlon de la zone La Fontaine.

La commune est intégrée par l’Insee au bassin d'emploi de Saclay qui regroupait en 2018 136 communes et 1 169 116 habitants, les Brétignolais représentant moins de 0,1 % de la population totale.
Au total, mille cent quatre entreprises étaient implantées à Brétigny-sur-Orge en 2015 et deux cent douze structures supplémentaires ont été créées cette année-là, elles employaient huit mille quatre cent quatre-vingt-treize personnes. La population active de la commune étant évaluée à treize mille quatre cent soixante-quatorze personnes, de fait, 79,8 % de la population travaille dans une autre commune.

### Commerces
La grande distribution est largement présente avec le centre commercial Aushopping Brétigny au sud détenu par Ceetrus et le centre logistique national de l’enseigne de matériel sportif Décathlon.
En mai 2018, verra le jour la première phase du nouveau retail park Les Promenades de Brétigny comportant un cinéma de dix salles exploité par Kinepolis. Ce projet est à l'origine d'un débat dans le département, notamment sur la concurrence entre le Ciné 220 en centre-ville et le nouveau complexe en construction. Ce débat mènera d'ailleurs au retard important qu'a connu le projet.
Originellement prévu pour 2012, le projet avait été fortement touché par différents recours en justice, notamment devant le CNC (concernant le multiplexe) et la CDAC (concernant le projet en lui-même). Les travaux ont donc commencé avec 4 ans de retard, à la fin 2016. Et puis même après la première pierre, des difficultés mèneront à plusieurs reports successifs (d'abord pour mi-2017, puis début 2018), avant d'être finalement livré aux enseignes en mai 2018.
Le pôle commercial comprendra également plusieurs bâtiments consacrés à l'équipement de la personne et de la maison ainsi qu'un magasin de bricolage. L'ensemble comptera à terme une surface de 49 000 m2.

### Industries
La logistique enfin s’est développée au cours de la décennie 2010, avec notamment un centre régional du transporteur Norbert Dentressangle ainsi que des entrepôts appartenant au groupe Inditex (Zara, Pull and Bear, Bershka) entre autres.
L’industrie reste présente, notamment avec l’entreprise de blanchisserie Grenelle Service, répertoriée en 2010 au registre français des émissions polluantes pour ses rejets importants de carbone organique total, de phosphore, ses fortes consommations d’oxygène et ses prélèvements importants d’eau souterraine.

### Tourisme
Trois hôtels permettent à la commune de disposer, en 2010, de cent soixante-et-une chambres sans pour autant en faire un lieu touristique.

### Le Centre d'Essais en Vol
La commune disposait avant 2012, d’un tissu économique assez disparate avec le ministère de la Défense pour premier employeur local avec la présence  du Centre d'Essais en Vol, de la base aérienne 217, de l’institut de médecine aérospatiale du service de santé des armées et à proximité directe le premier groupe logistique du commissariat à l’armée de terre. La fermeture du centre d'essais en vol et de la BA217, qui ont longtemps vécus sous une épée de Damoclès avec l'arrêt progressif des activités liés aux essais en vols à partir de 2001, a été actée dans la Loi de programmation militaire 2009-2014. Ainsi, le Centre d'essais en vol de Brétigny-sur-Orge a fermé ses portes en 2009 et le reste du site en 2012.
La fermeture de la base aérienne a conduit à l'élaboration du projet "La Base" par les pouvoirs publics, devenus propriétaire de 300 ha sur les 600 que compte le terrain. Ce projet, porté également par la commune du Plessis-Pâté, implique l'arrivée de nouveaux partenaires sociaux participant à la reconversion (on peut citer Amazon France, qui construit jusqu'à fin 2018 un centre logistique employant 1 000 personnes), la création d'un téléphérique urbain, reliant le secteur de Brétigny à la gare de Ris-Orangis, un pôle consacré à l’événementiel (déjà à l'œuvre avec le Download Festival France, organisé sur La Base depuis 2017) et plusieurs autres projets (Carré-Nord, un pôle tertiaire de bureaux, des activités agricoles). Les pouvoirs publics ont donc tourné le dos à l'idée d'une ville nouvelle qui a été pendant quelque temps le centre des préoccupations.
D'autre part, les équipements du ministère de la Défense restant sur site se sont développés avec la pérennisation à Brétigny de l'Institut de recherche biomédicale des armées et de l'Institut national de la recherche agronomique sur le site de Bressonvilliers, sur la commune de Leudeville.

### Emplois, revenus et niveau de vie
Cette vitalité économique permet à la commune de présenter un taux de chômage relativement bas à 8,4 % en 2006 même si 17 % des salariés ne disposaient que de contrats précaires.
Les populations d’employés et ouvriers sont largement représentées dans la commune, à l’inverse des cadres, artisans et commerçants nettement moins nombreux que dans le reste du département ou les communes de taille comparable.
Des disparités marquées apparaissent cependant puisque, en 2010, cinquante-cinq foyers fiscaux étaient redevables de l’impôt de solidarité sur la fortune avec un patrimoine moyen fixé à 1 178 576 euros mais seulement 67,9 % des foyers fiscaux étaient effectivement assujettis à l’impôt sur le revenu, le revenu net imposable moyen des ménages de la commune se fixant alors à 24 931 euros.

En 2010, le revenu fiscal médian par ménage était de 35 310 €, ce qui plaçait Brétigny-sur-Orge au 6 209e rang parmi les 31 525 communes de plus de 39 ménages en métropole.
| Répartition des emplois par catégorie socioprofessionnelle en 2006. |              |                                           |                                                   |                            |                          |                           |
|                                                                     | Agriculteurs | Artisans, commerçants, chefs d’entreprise | Cadres et professions intellectuelles supérieures | Professions intermédiaires | Employés                 | Ouvriers                  |
| Brétigny-sur-Orge                                                   | 0,1 %        | 2,3 %                                     | 15,3 %                                            | 26,1 %                     | 31,7 %                   | 24,5 %                    |
| Zone d’emploi d’Orly                                                | 0,1 %        | 4,6 %                                     | 15,2 %                                            | 27,8 %                     | 30,3 %                   | 22,1 %                    |
| Moyenne nationale                                                   | 2,2 %        | 6,0 %                                     | 15,4 %                                            | 24,6 %                     | 28,7 %                   | 23,2 %                    |
| Répartition des emplois par secteur d'activité en 2006.             |              |                                           |                                                   |                            |                          |                           |
|                                                                     | Agriculture  | Industrie                                 | Construction                                      | Commerce                   | Services aux entreprises | Services aux particuliers |
| Brétigny-sur-Orge                                                   | 1,1 %        | 8,8 %                                     | 5,4 %                                             | 14,7 %                     | 15,7 %                   | 5,2 %                     |
| Zone d’emploi d’Orly                                                | 0,5 %        | 8,1 %                                     | 7,2 %                                             | 15,0 %                     | 14,3 %                   | 6,3 %                     |
| Moyenne nationale                                                   | 3,5 %        | 15,2 %                                    | 6,4 %                                             | 13,3 %                     | 13,3 %                   | 7,6 %                     |
| Sources : Insee                                                     |              |                                           |                                                   |                            |                          |                           |

## Culture locale et patrimoine

### Patrimoine environnemental
Près de 50 % du territoire municipal est encore considéré comme rural avec de vastes espaces cultivés au nord-est, au sud-est et sur une moitié ouest, le bois Badeau à l’extrême ouest du territoire et la présence au nord-ouest d’étangs occupant le lit de l’Orge.
Deux parcs communaux permettent la promenade en ville : le parc de La Fontaine, qui occupe sept hectares au nord, et le parc du Carouge qui occupe deux hectares et demi à l’ouest.
Plusieurs sites de la commune ont été recensés comme « Espace naturel sensible » par le département de l'Essonne. C’est notamment le cas du bois de Beaulieu au sud-est et de la totalité de l’espace dit des Joncs marins frappés d’un droit de préemption et des lacs du Petit Paris et du Carouge à l’ouest.
Brétigny-sur-Orge a été récompensée par deux fleurs au concours des villes et villages fleuris.

### Patrimoine architectural

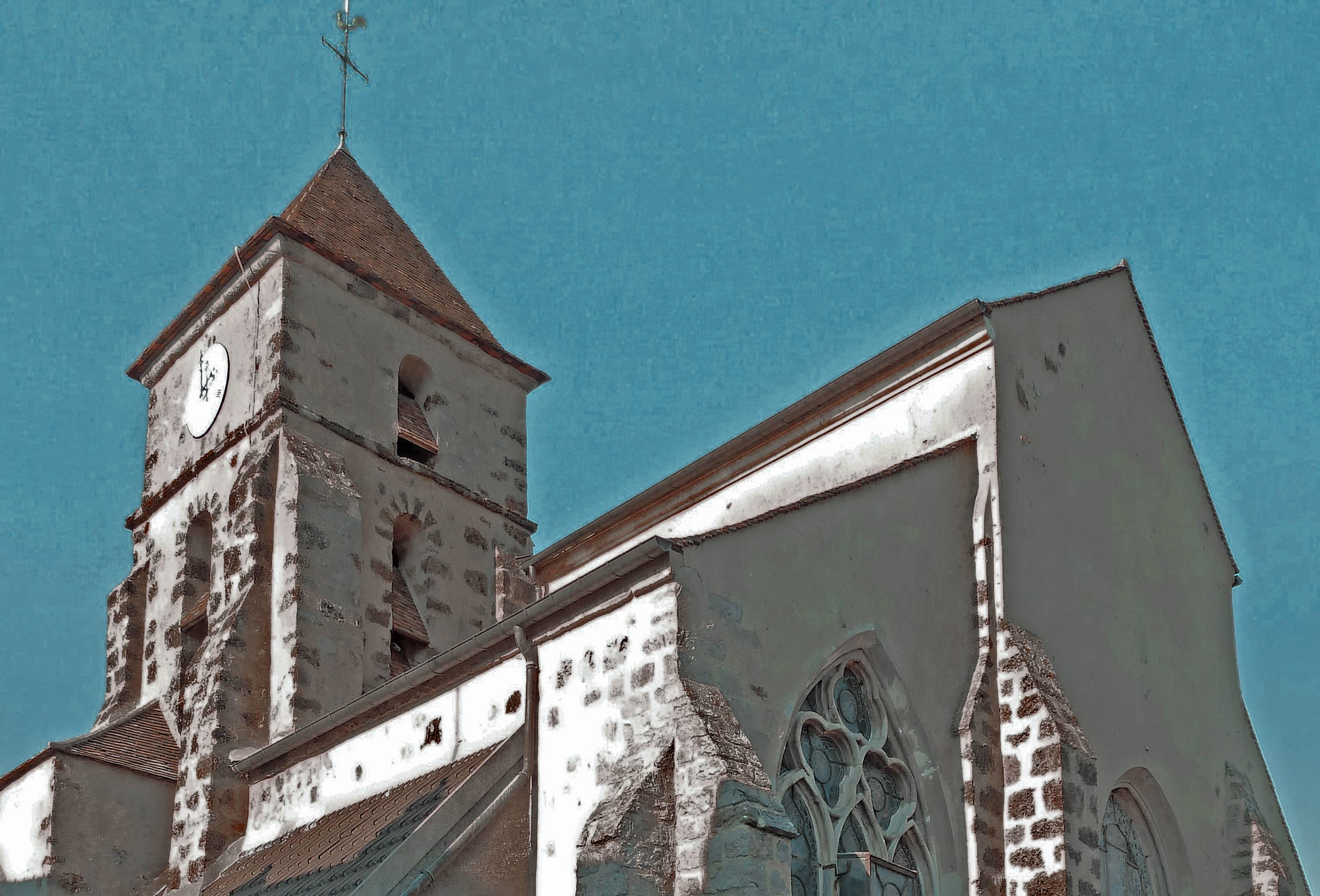
L'église Saint-Pierre.

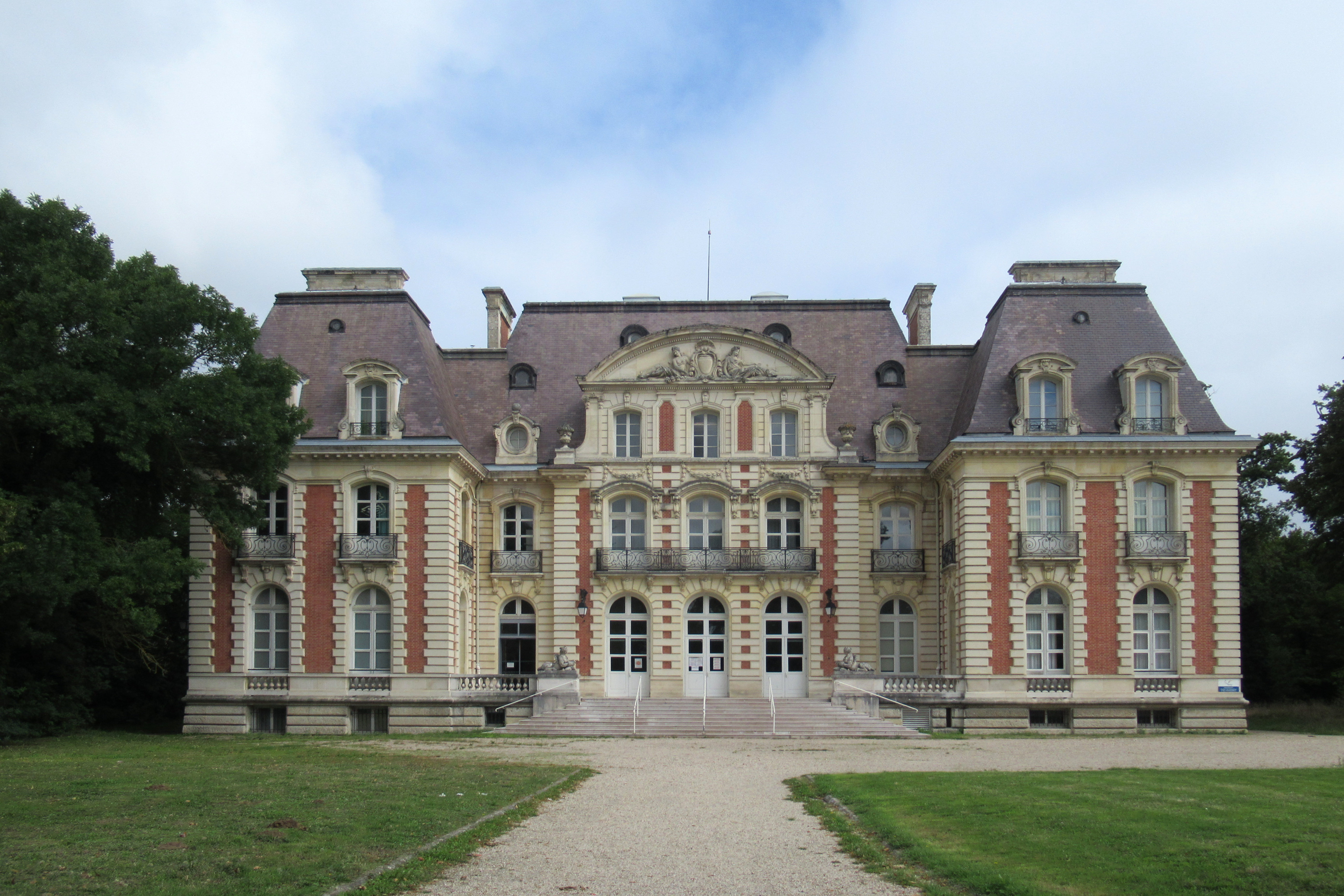
Le château de la Fontaine.

- L’église Saint-Pierre construite au XIIe siècle est le seul édifice bénéficiant d’un classement aux monuments historiques[168].

Néanmoins, certains blocs architecturaux et tessons de poterie laissent à penser que l’origine de l’édifice est préromane. Elle fut agrandie au XIIe ou XIIIe siècle, puis endommagée au cours de la guerre de Cent Ans.
Elle bénéficia d’une première restauration aux XVe et XVIe siècles. Son architecture est typique de la région avec un chevet plat, trois nefs et un clocher surmontant un bas-côté. Elle occupa durant l’Ancien Régime une fonction d’inhumation, jusqu’à deux cent cinquante sépultures y sont encore présentes.
Au cours de la Révolution française, l’église fut vendue comme bien national et servit de cadre à des fêtes civiques ainsi qu’à l’élection du premier maire de Brétigny-sur-Orge.
L'église Saint-Pierre bénéficie actuellement[Quand ?] de sa deuxième grosse restauration : la construction du presbytère a entraîné une poussée horizontale sur la structure. Les travaux ont pour mission de renforcer la structure de l'édifice ainsi qu'un ravalement de la façade.
- Le château de la Fontaine a été construit en 1914 dans un style Renaissance. Il est utilisé par l'Institut Technologique de l'Université d'Evry Val d'Essonne et abrite notamment les étudiants du diplôme universitaire de technologie de gestion des entreprises et administrations (GEA)[170].
- Le château des seigneurs de Brétigny a été construit au début du XVIe siècle au lieu-dit La Garde. Laissé à l’abandon vers 1760, quand ses occupants l’ont déserté pour aller habiter à Marolles-en-Hurepoix, il a été détruit au début du XIXe siècle et il n’en subsiste qu’un manoir[171].
- La maison du Carouge datant du XVIIe siècle fut entièrement reconstruite à l’identique au XXe siècle[172], elle était complétée par un moulin à eau datant du Moyen Âge[173].

### Personnalités liées à la commune
- Antoine-Gaspard Boucher d'Argis, (1708-1791), avocat et encyclopédiste, y vécut au Château de la Fontaine.
- Anne Louis Alexandre de Montmorency (1724-1812), prince de Robecq et Grand d'Espagne, en était le seigneur.
- Jacques Gabriel Louis Le Clerc de Juigné, (1727-1807), marquis de Juigné, en fut le seigneur du chef de son épouse.
- Gabriel de Hédouville (1755-1825), général de division et homme politique, y est mort.
- Agathon Jean François Fain, (1778-1837), écrivain et homme politique, en fut maire.
- Pierre Benigni (1878-1956), peintre, y est né.
- Paul Jullemier (1878-1932), cuisinier, y est né et mort.
- Marc Yor (1949-2014), mathématicien français, y est né.
- Benoît Hamon (1967- ), homme politique, en fut conseiller municipal.
- Youcef Ouldyassia (1974- ), basketteur, y est né.
- Nicolas Gillet (1976- ), footballeur, y est né.
- Steve Gohouri (1981- ), footballeur, y fut licencié.
- Samuel Eto'o (1981- ), footballeur, y fut licencié.
- Patrice Évra (1981-), footballeur, a évolué au CS Brétigny de 1993 à 1997.
- Issoumaïla Dao (1983- ), footballeur, y fut licencié.
- Cédric Collet (1984- ), footballeur, y est né et licencié.
- Ricardo Faty (1984- ), footballeur, y fut licencié.
- Jacques Faty (1984- ), footballeur, y fut licencié.
- Albert Budak (1985- ), footballeur, y fut licencié.
- Guillaume Rippert (1985- ), footballeur, y fut licencié.
- Jimmy Briand (1985- ), footballeur a évolué au CS Brétigny de 1999 à 2000.
- Helmi Loussaief (1986- ), footballeur, y fut licencié.
- Medhi Benatia (1987- ), footballeur, y fut licencié.
- Jérémy Ménez (1987-), footballeur, a évolué au CS Brétigny de 2000 à 2001.
- Grégory Sertic (1989- ), footballeur, y est né et licencié.
- Paul-Georges Ntep (1992-), footballeur, a évolué au CS Brétigny de 2008 à 2009.

### Héraldique et logotype
| Blason de Brétigny-sur-Orge | Blason  | D’or aux deux marteaux de gueules posés en pal et rangés en fasce, soutenus d’une rose du même, au chef d’azur chargé d’un vol d’argent, enfermant une roue d’engrenage surchargée en cœur de deux lettres « E » minuscule et « V » capitale rangées en pal et surmontée d’une étoile, le tout d’or. |
| Blason de Brétigny-sur-Orge | Détails | La création d’un blason pour la ville est due à l’initiative du maire de Brétigny-sur-Orge en 1956, René Bourgeron. Le 15 mai 1956, le secrétaire de la commission héraldique, de la société héraldique de Seine-et-Oise, dépendant des Archives Départementales, propose un projet d’armes au maire. Louis Robert est ainsi chargé d’étudier la composition du futur blason. Ce dernier s’inspire des anciens châtelains de la ville : « la famille Martel pour les marteaux, armes parlantes de cette famille ; la rose en raison de l’exploitation de la culture grainière, représentée par les Établissements Clause ; la couronne en hommage aux pilotes du Centre d’Essais en Vol ; la roue dentée qui renferme les initiales en V (en vol) pour la délicate mécanique de l’avion ; enfin l’étoile est, depuis Bethléem, le guide du voyageur »,. Le blason municipal est utilisé sur la motrice no Z5697 au titre du parrainage des matériels SNCF par les communes. La commune s’est en outre dotée d’un logotype. |